# Calathea cuneata
Calathea cuneata är en strimbladsväxtart som beskrevs av H.A.Kenn. Calathea cuneata ingår i släktet Calathea och familjen strimbladsväxter. Inga underarter finns listade.